# Han Aidi
Han Aidi (chinesisch 汉哀帝, Pinyin Hàn Āidì; * 27 v. Chr.; † 1 v. Chr.) war ein Kaiser der chinesischen westlichen Han-Dynastie.

## Kaiser
Mit 20 Jahren bestieg Aidi den Thron als Nachfolger seines Onkels Han Chengdi, der kinderlos geblieben war. Aidi war mit Kaiserin Fu verheiratet. Da auch er kinderlos blieb, ging nach seinem Tod die Nachfolge an seinen Cousin Han Pingdi.